# اشلی پوستل
اشلی پوستل (به انگلیسی: Ashley Postell) ژیمناست زادهٔ ۹ ژوئن ۱۹۸۶ میلادی اهل کشور ایالات متحده آمریکا است.